# Partido Nasionalista Timorense

Flagge der Partido Nasionalista Timorense

Die Partido Nasionalista Timorense (PNT, portugiesisch Partido Nacionalista Timorense, deutsch Nationalistische Timoresische Partei) ist eine Partei in Osttimor. Sie wurde am 15. Juni 1999 gegründet. 
Gründer und Präsident ist Abílio Araújo, der während der indonesischen Besatzung bis zu seiner Entlassung 1993 FRETILIN-Repräsentant in Übersee war.

## Geschichte

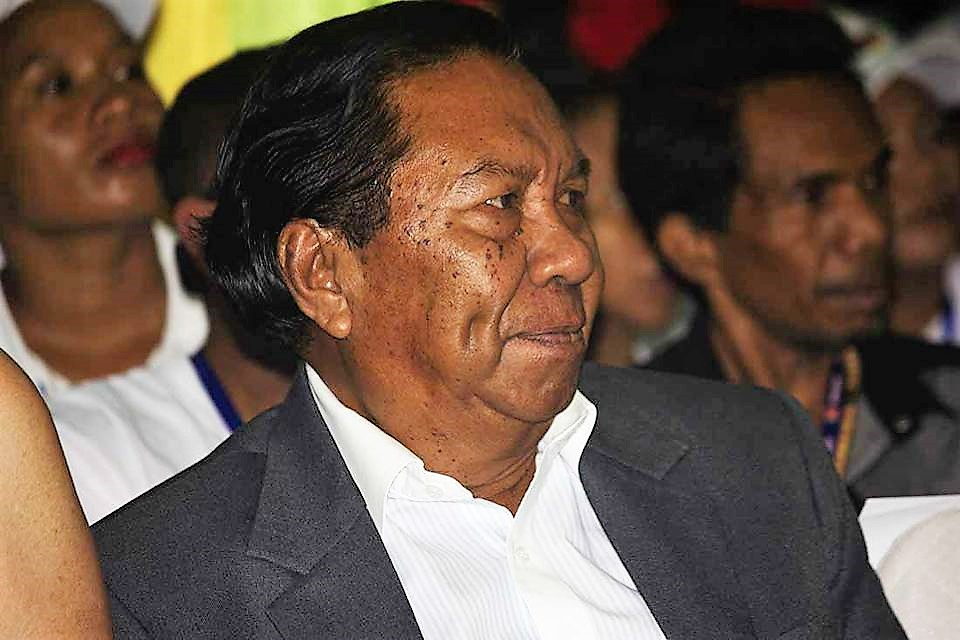
Abílio Araújo (2017)

Bei der Gründung der Partei soll Abílio Araújo vom indonesischen Generalmajor Zacky Anwar Makarim unterstützt worden sein.
Während des Unabhängigkeitsreferendum von 1999 sprach sich die PNT für eine Autonomielösung, statt der Unabhängigkeit von Indonesien aus. Von der Ausrichtung wurde sie als fortschrittlich national bezeichnet. So sollte Bahasa Indonesia als Amtssprache und der indonesische Rupiah als Währung erhalten bleiben. Araújo kritisierte den damaligen Staatspräsident Xanana Gusmãos Entscheidung für Portugiesisch als Amtssprache und verwies in diesem Zusammenhang mehrfach auf Gusmãos und José Ramos-Hortas portugiesische Wurzeln. Ein wichtiger Punkt in der Politik der PNT war die enge freundschaftliche Beziehung zu Indonesien. Hier arbeitete sie mit der indonesischen Partei PDI-P zusammen.
Bei der ersten Parlamentswahl in Osrttimor für die Verfassunggebenden Versammlung am 30. August 2001 gewann die PNT 2,2 % der Stimmen und damit zwei Sitze. Abgeordnete waren Aires Francisco Cabral und die Schwester des PNT-Präsidenten Aliança Araújo.
Bei den Parlamentswahlen am 30. Juni 2007 erhielt die PNT nur 10.057 Stimmen, was 2,42 % der gültigen Stimmen entspricht und scheiterte damit an der neuen Drei-Prozent-Hürde. Die größte Unterstützung fand sie im Distrikt Baucau, wo sie 1273 Stimmen (2,46 %) erhielt. Über 1000 Stimmen erhielt die PNT nur noch im Distrikt Viqueque mit 1183 Stimmen (3,57 %).
Im Juli 2007 schloss sich die PNT mit fünf weiteren Parteien, die ebenfalls bei den Parlamentswahlen an der Drei-Prozent-Hürde gescheitert waren zur Liga Democrática Progressiva LDP zusammen. Die LDP soll für die ideologisch und im Programm sehr unterschiedlichen Parteien als politische Plattform außerhalb des Parlaments dienen.
Zu den Parlamentswahlen 2012 wurde die PNT nicht zugelassen, weil sie nicht innerhalb der Frist ihre Wahlliste bei den Wahlbehörden abgegeben hat. Aliança Araújo trat mit ihrer 2008 gegründeten Partido Timorense Democrático (PTD) an, scheiterte aber an der Drei-Prozent-Hürde.
2018 entzog das Tribunal de Recurso de Timor-Leste (deutsch Berufungsgericht Osttimors) der PNT die Zulassung als Partei, wegen nicht Erfüllung der gesetzlichen Bedingungen.